# جشنواره فیلم کن ۱۹۷۴
بیست هفتمین دوره جشنواره فیلم کن بین روزهای ۹–۲۴ می ۱۹۷۴ برگزار شد. فرانسیس فورد کوپولا برای مکالمه توانست برنده نخل طلا شود. جک نیکلسون برای آخرین مأموریت برنده بهترین بازیگر مرد شد و استیون اسپیلبرگ برای شوگرلند اکسپرس به صورت مشترک برنده بهترین فیلم نامه شد

## هیئت داوران
- رنه کلر، فیلمساز فرانسوی، رئیس هییت داوران[۲]
- ژان-لوپ دابادی،  روزنامه‌نگار فرانسوی
- Kenne Fant, بازیگر سوئدی
- Félix Labisse, نقاش فرانسوی
- ایروین شاو،  نویسنده آمریکایی
- Michel Soutter, فیلمساز سوئیسی
- مونیکا ویتی،  بازیگر ایتالیایی
- Alexander Walker, منتقد و نویسنده بریتانیایی
- Rostislav Yurenev, منتقد فیلم روسی

## مسابقه
فیلم‌های زیر برای بخش مسابقه انتخاب شده‌اند :
- Abu el-Banat - موشه میزراهی
- ترس روح را می‌خورد - راینر ورنر فاسبیندر
- مکالمه - فرانسیس فورد کوپولا
- Delitto d'amore - لوئیجی کومنچینی
- داستان‌های عشقی هزار و یک شب - پیر پائولو پازولینی
- آخرین مأموریت - هال اشبی
- مالر - کن راسل
- Milarepa - لیلیانا کاوانی
- The Nickel Ride - رابرت مالیگن
- دخترخاله آنجلیکا - کارلوس سائورا
- Sovsem propashchiy - گیورگی دانلیا
- استاویسکی - آلن رنه
- شوگرلند اکسپرس - استیون اسپیلبرگ
- نشانه بیماری - خوزه رامون لاراس
- دزدانی مثل ما - رابرت آلتمن

## برندگان

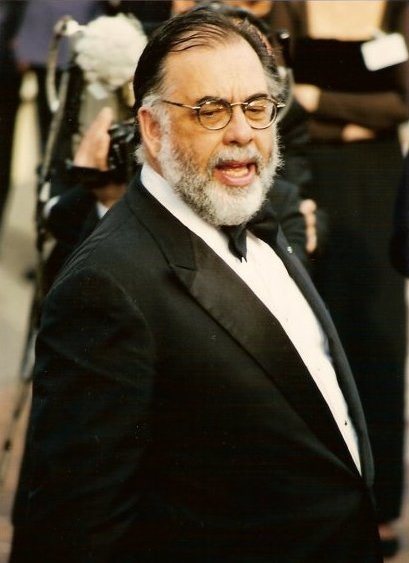
فرانسیس فورد کوپولا، برنده نخل طلا

- نخل طلا: مکالمه - فرانسیس فورد کوپولا
- جایزه بزرگ: داستان‌های عشقی هزار و یک شب - پیر پائولو پازولینی
- جایزه بهترین بازیگر مرد جشنواره فیلم کن:
  - جک نیکلسون برای آخرین مأموریت
  - شارل بوآیه برای استاویسکی (فیلم ۱۹۷۴)
- جایزه بهترین بازیگر زن جشنواره فیلم کن: ماری-ژوزه نات برای Les violons du bal
- جایزه بهترین فیلم‌نامه جشنواره فیلم کن: Hal Barwood, Matthew Robbins و استیون اسپیلبرگ برای شوگرلند اکسپرس